# 모스 굳기계

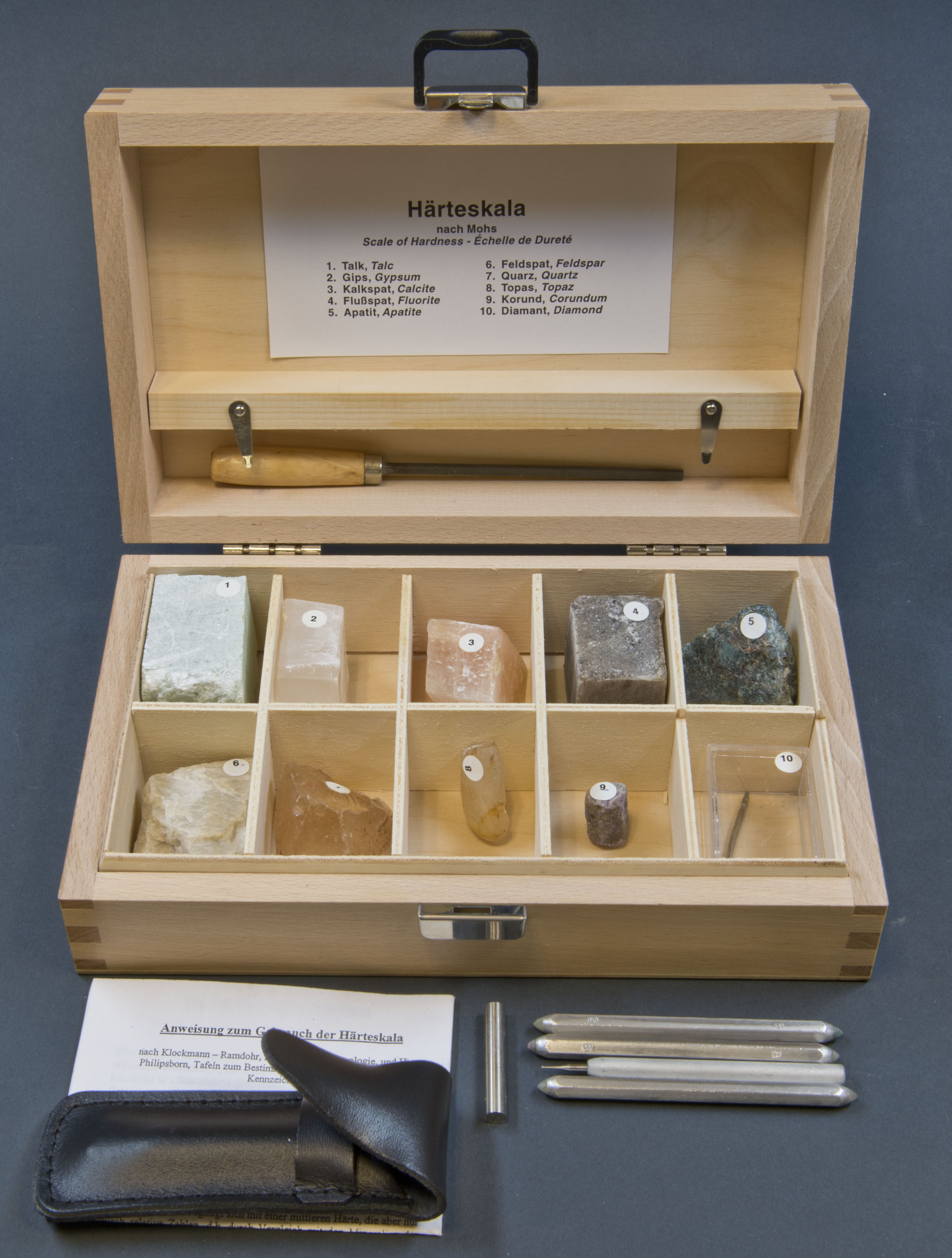
모스 굳기계 실험 키트.

모스 굳기계(Mohs' scale of mineral hardness)는 독일 광물학자인 프리드리히 모스가 1812년에 제안한 굳기의 상대적인 기준이다. 광물의 긁힘 저항성을 1에서 10까지의 정성적 서열 척도로 나타내는 방식이다. 단단한 물질이 더 부드러운 물질을 긁을 수 있다는 원리를 바탕으로 광물의 경도를 비교한다.
이 척도는 독일의 지질학자이자 광물학자인 프리드리히 모스가 1812년에 제안하였으며, 그의 저서 《광물의 자연사적 분류 및 인식에 대한 기초적 방법 시도(Versuch einer Elementar-Methode zur naturhistorischen Bestimmung und Erkennung der Fossilien)》에서 처음 소개되었다.  모스 경도 척도는 재료과학에서 경도를 정의하는 여러 방법 중 하나이며, 다른 방법들에 비해 정량적인 특성이 낮다.
경도를 비교하는 방법은 고대부터 사용되어 왔다. 기원전 300년경 테오프라스토스가 저서 《돌에 관하여》에서 이를 언급하였으며, 기원후 77년경 플리니우스가 《자연사(Naturalis Historia)》에서 이를 계승하였다. 모스 경도 척도는 야외에서 광물을 식별하는 데 유용하지만, 정성적 지표이기 때문에 산업 환경에서 재료가 얼마나 잘 견디는지를 정확하게 예측하는 척도로는 적절하지 않다.

## 개요
모스는 주위에서 쉽게 얻을 수 있는 열 가지 광물들을 서로 긁어서 어느 쪽이 흠집이 나는지 관찰하여 굳기를 상대적인 10가지 순서로 나누었다. 이를 모스 굳기계(Mohs scale of mineral hardness)라 하며, 이 지표를 통해 특정 암석물질의 굳기가 대략 어느 정도 되는지 측정할 수 있다. 예를 들어 굳기 5의 인회석(燐灰石, apatite)과 서로 긁어서 흠집이 생긴 어떤 물질 A를 굳기 4의 형석(螢石, fluorite)과 긁었다고 하자. 이때 형석에 흠집이 났다면 물질 A의 굳기는 4와 5의 중간이라고 말할 수 있을 것이다. 한편, 가장 단단하다고 잘 알려져 있었던 자연 광물인 금강석(金剛石, diamond)은 가장 강한 굳기인 10도이다.
모스 굳기는 어떤 특정한 광물로 다른 광물을 긁었을 때 긁히는가 긁히지 않는가로 결정되며, 1부터 10까지의 숫자로 표시된다. 굳기의 기준이 되는 열 개의 광물은 다이아몬드(굳기 10)를 빼고 모두 쉽게 구할 수 있는 광물로 정한 것이다. 예를 들어 어떤 광물이 인회석(굳기 5)으로는 긁히지만 형석(굳기 4)으로는 긁히지 않는다면 이 광물의 굳기는 4.5라고 할 수 있다.
종종 황옥(굳기 8)과 다이아몬드(굳기 10) 사이에 기준 광물을 더 추가하여 15개로 만든 수정 모스 굳기계가 쓰이기도 한다.

## 상대적인 굳기
모스 굳기계는 단순히 상대적인 측정값이다. 모스 굳기계에서 경도 9도인 강옥(鋼玉, corundum)은 경도 8도의 황옥(黃玉, topaz)에 비해 두 배 정도 단단하지만 경도 10도인 금강석은 강옥보다 거의 4배 가까이 단단하다. 즉, 모스 굳기계에서 각 도수 사이에 절대적인 관계가 있어서 4도가 3도보다 정확히 몇 배 단단하다거나 하는 것은 아니라는 말이다. 아래의 표에는 상대적인 굳기의 순서, 각 광물의 사진과 함께 광물용 경도계(硬度計)로 측정한 절대적인 굳기값이 함께 나타나 있다.
| 상대굳기 | 광물명                                        | 절대굳기 | 사진 |
| -------- | --------------------------------------------- | -------- | ---- |
| 1        | 활석(滑石), talc Mg3Si4O10(OH)2               | 1        |      |
| 2        | 석고(石膏), gypsum CaSO4·2H2O                 | 2        |      |
| 3        | 방해석(方解石), calcite CaCO3                 | 9        |      |
| 4        | 형석(螢石), fluorite CaF2                     | 21       |      |
| 5        | 인회석(燐灰石), apatite Ca5(PO4)3(OH-,Cl-,F-) | 48       |      |
| 6        | 정장석(正長石), orthoclase KAlSi3O8           | 72       |      |
| 7        | 석영(石英), quartz SiO2                       | 100      |      |
| 8        | 황옥(黃玉), topaz Al2SiO4(OH-,F-)2            | 200      |      |
| 9        | 강옥(鋼玉), corundum Al2O3                    | 400      |      |
| 10       | 금강석(金剛石), diamond C                     | 1500     |      |

이 모스 굳기계의 지표로 연필심, 즉 흑연은 약 1도의 굳기를 나타낸다. 그리고 손톱은 2.5도 정도, 동전은 약 3~3.5, 쇠못은 4.5, 유리는 5.5, 칼날은 5.5~6.5, 쇠줄은 6.5 정도의 굳기이다. 이처럼 모스 굳기계를 통해서 다른 물질들의 굳기 순서도 간단히 어림잡을 수 있다.

## 중간 굳기의 대용품
아래의 표에는 모스 굳기계로 측정할 수 있는 다른 물질 및 광물들의 상대 굳기가 나타나있다.
| 굳기    | 물질/광물                              |
| ------- | -------------------------------------- |
| 1       | 활석(운모)                             |
| 2       | 석고                                   |
| 2.5 ~ 3 | 순금, 은, 알루미늄                     |
| 3       | 방해석, 구리(동) 동전                  |
| 4       | 형석                                   |
| 4 ~ 4.5 | 백금(플라티나, platinum)               |
| 4 ~ 5   | 철(iron)                               |
| 5       | 인회석                                 |
| 6       | 정장석                                 |
| 6       | 티타늄                                 |
| 6.5     | 황철석(pyrite), 백철석(marcasite)      |
| 6 ~ 7   | 유리, 용융석영(석영유리)               |
| 7       | 석영                                   |
| 7 ~ 7.5 | 석류석(garnet)                         |
| 7 ~ 8   | 강철(Hardened steel)                   |
| 8       | 황옥(황수정, topaz)                    |
| 9       | 강옥                                   |
| 9 ~ 9.5 | 탄화규소(carborundum)                  |
| 10      | 금강석(다이아몬드)                     |
| >10     | 베타 탄소 질화물                       |
| >10     | 초고경도 다이아몬드, 이붕화 레늄(ReB2) |

## 같이 보기
- 경도
- 브리넬 굳기

### 내용주
1. ↑  In demselben Jahre (1812) wurde MOHS als Professor am Joanneum angestellt und veröffentliche den ersten Teil seines Werkes Versuch einer Elementarmethode zur naturhistorischen Bestimmung und Erkennung der Fossilien, in welcher die bekannte Härteskala aufgestellt wurde. — von Groth (1926)
 
같은 해(1812년) MOHS는 요안네움(Joanneum) 박물관의 교수로 고용되어 잘 알려진 경도 척도를 설정한 이 서적의 첫 번째 부분을 발표했다.[1]

### 참조주
1. 1 2  von Groth, Paul Heinrich (1926). 《Entwicklungsgeschichte der Mineralogischen Wissenschaften》 [History of the development of the mineralogical sciences]. Berlin: Springer. 250쪽. ISBN 9783662409107.
2. ↑  〈Mohs hardness〉. 《Encyclopædia Britannica》 online판.
3. ↑  “Mohs scale of hardness”. Mineralogical Society of America. 2021년 2월 10일에 확인함.
4. ↑  Theophrastus. 《Theophrastus on Stones》. 2011년 12월 10일에 확인함 – Farlang.com 경유.
5. ↑  Pliny the Elder. 〈Book 37, Chap. 15〉. 《Naturalis Historia》. Adamas: Six varieties of it. Two remedies.
6. ↑  Pliny the Elder. 〈Book 37, Chap. 76〉. 《Naturalis Historia》. The methods of testing precious stones.
7. ↑  “Hardness”. Materials Mechanical Hardness. Non-Destructive Testing Resource Center. 2014년 2월 14일에 원본 문서에서 보존된 문서.

## 참고 자료
- American Federation of Mineralogical Societies. "Mohs Scale of Mineral Hardness" 보관됨 2023-03-11 - 웨이백 머신. Last Revised on April 21, 2007. Retrieved on August 19, 2007.
- Cordua, William S. "The Hardness of Minerals and Rocks" 보관됨 2021-03-09 - 웨이백 머신. Lapidary Digest, c. 1990.
- 『암석과 광물』. 크리스 펠란트. 사공희 역. 두산동아. 2005.